# Costa Toscana (paquebot)
Le Costa Toscana est un navire de croisières de la compagnie italienne Costa Croisières.
Il est le deuxième navire de classe Excellence construit pour Costa Croisières après le Costa Smeralda : cette classe devrait comprendre a terme neuf paquebots de croisière pour différentes sociétés filiales du Groupe Carnival. Ces navires se distinguent en particulier par leur propulsion au Gaz Naturel Liquéfié (GNL), permettant une forte réduction de la pollution qu'ils engendrent.
Construit par les chantiers navals Meyer Werft à Turku (Finlande), le paquebot a été livré à Costa Croisières le 2 décembre 2021.

## Historique
Le 15 juin 2015, le Groupe Carnival annonce la commande de quatre navires de croisière de classe Excellence propulsés au gaz naturel liquéfié (GNL). Cette classe comprendra en fait plus de quatre paquebots, destinés à différentes compagnies du groupe : Aida Cruises, Costa Croisières, Carnival Cruise Lines et P&O Cruises. Pour Costa, le Costa Toscana est le deuxième de cette classe après le Costa Smeralda.
La découpe de la première tôle a lieu le 30 juillet 2019. La section médiane du paquebot, incluant la salle des machines, de 140 m de long sur 42 m de large, est construit en Allemagne par le chantier naval Neptun Werft (société contrôlée par le groupe Meyer Werft) à Warnemünde. Il est ensuite transféré par remorqueurs sur la mer Baltique jusqu'au chantier naval de Turku en Finlande pour y être assemblé avec les autres sections. La cérémonie des pièces a lieu le 11 février 2020. Some sections were also built at Meyer Werft, Paenburg. and Klaipeda.
Le 16 novembre 2020, la cheminée jaune avec le « C » bleu distinctive des paquebots Costa est positionnée sur la superstructure du navire et enfin, le 15 janvier 2021, selon la tradition du chantier naval, après un coup de canon commence l'inondation du dock pour le lancement technique du navire.
La livraison à l'armateur a lieu le 2 décembre 2021. En 2022, le Costa Toscana est le plus gros paquebot de croisière à naviguer sous pavillon européen, et il possède la plus grande capacité en nombre de passagers au monde.

## Entrée en service
La mise en service du navire (croisière inaugurale) a lieu le 5 mars 2022 depuis Savone mais dès la période du 1er au 5 février 2022, le navire a été utilisé comme scène secondaire pour un événement lié au Festival de Sanremo 2022, dirigé par Fabio Rovazzi et Orietta Berti.
Le 16 juin 2022, il a été baptisé à Barcelone, par la chanteuse cubano-espagnole Chanel Terrero, qui s'est fait connaître en représentant l'Espagne au Concours Eurovision de la chanson 2022 et s'est classée troisième.
Costa Toscana effectue en 2022 des croisières d'une semaine en Méditerranée occidentale, tout comme son navire jumeau, Costa Smeralda, mais en sens inverse. Les escales possibles se situent à Marseille, Savone, Gênes, Ajaccio, Civitavecchia, Naples, Palerme, Palma de Majorque, Valence et Barcelone. Pour la saison d'hiver 2022-2023, il effectue des croisières dans le Golfe Persique (Emirats Arabes Unis et Qatar) et le Sultanat d'Oman.

## Caractéristiques

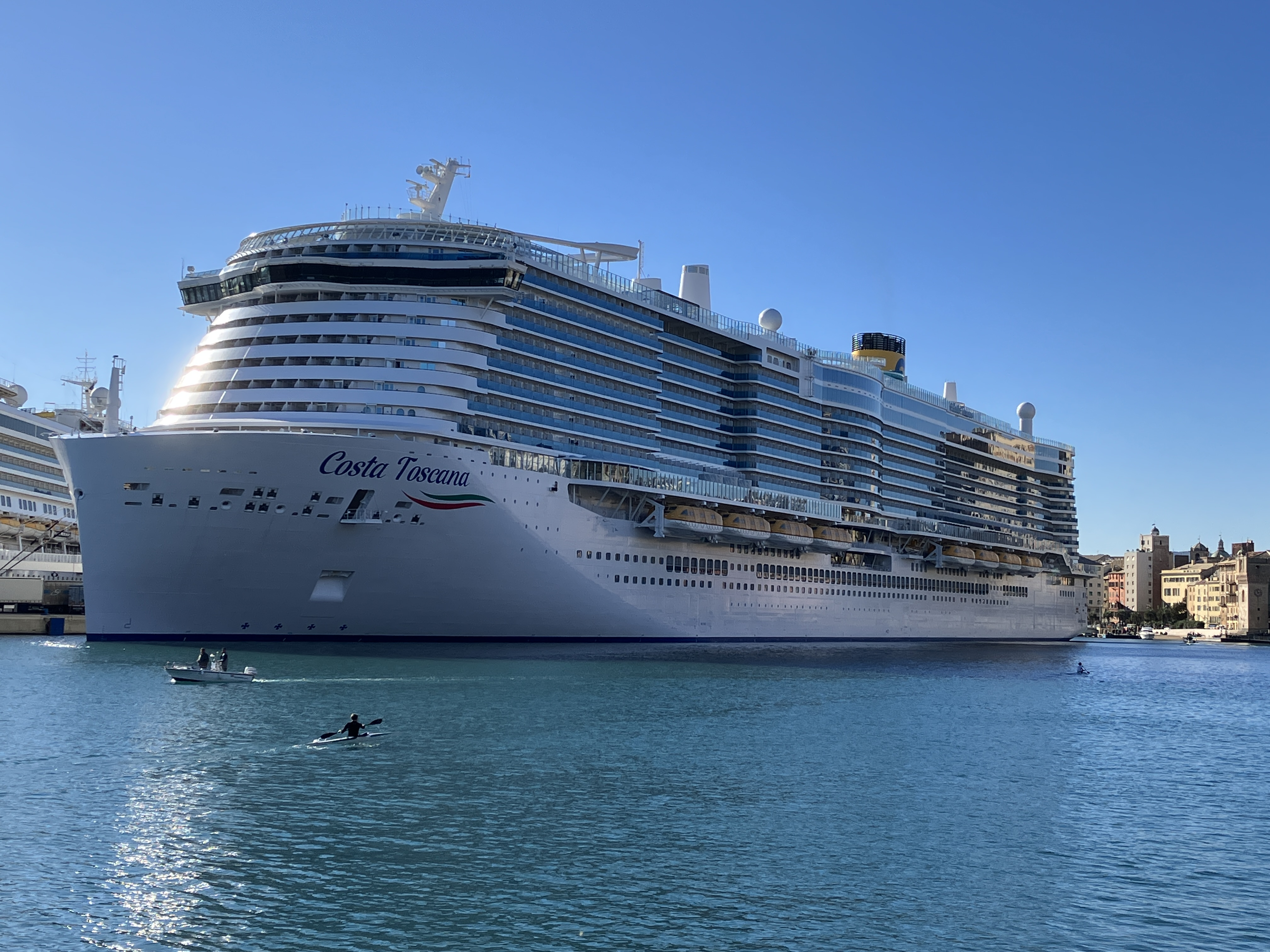
Le navire amarré à Savone lors d'une escale, 20 novembre 2022

Le Costa Toscana a coûté environ 850 millions d'euros, mesure 337 m de long et 42 m de large. Le navire a une jauge brute de 186 364 tonnes et transporte jusqu'à 6 554 passagers dans ses 2 663 cabines situées sur les niveaux 4 à 17 (sauf 6 et 7 consacrés aux espaces publics, et il n'y a pas de niveau numéroté 13). Il possède 22 ascenseurs pour les passagers, répartis en trois groupes (vers l'avant, au centre et vers l'arrière).
Les différents niveaux accessibles au public portent chacun le nom d'une localité de la Toscane : 
- 3 Capalbio
- 4 Talamone
- 5 Montalcino
- 6 Pienza
- 7 Montepulciano
- 8 Bolgheri
- 9 Siena
- 10 Volterra
- 11 San Giminiano
- 12 Arezzo
- 14 Livorno
- 15 Pisa
- 16 Lucca
- 17 Montecatini Terme

Parmi ces cabines, on dénombre 1 522 cabines avec balcon privatif, 28 suites avec balcon privatif et 106 cabines avec terrasse couverte précédant le balcon, ce dernier ouvrant vers la mer. Le reste consiste en cabines intérieures et cabines extérieures avec vue sur la mer (baie vitrée ou hublot).
Le paquebot dispose également d'une salle de jeux vidéo, d'un théâtre sur deux ponts, d'une sorte d'amphithéâtre intérieur central sur trois niveaux (Colosseo), du centre de bien-être Solemio, 19 bars, 11 restaurants (dont certains restaurants gastronomiques accessibles sur réservation avec supplément de prix), un casino, une discothèque, plusieurs piscines (la principale couverte par un vaste dôme transparent), un parc aquatique et des boutiques, d'une scène extérieure avec gradins et écran géant située à l'arrière (Piazza del campo) : l'accès à cette partie du navire est orné d'une haute sculpture en acier chromé réalisée pour Costa par l'artiste italien Daniele Basso : Pinocchio Starry Moon.
La conception du bateau lui permet d'offrir aux passagers de très nombreux espaces extérieurs sur tout le pourtour avec fauteuils, canapés, balancelles etc.
Dans le but d'offrir dans un de ses restaurants (L'Archipelago) une prestation culinaire « Haut de gamme », Costa s'est attaché les conseils de trois chefs de renommée internationale : Hélène Darroze, Bruno Barbieri (en) et Ángel León.